# Fluvicolinae
Fluvicolinae es una subfamilia de aves paseriformes de la familia Tyrannidae, cuyas especies se distribuyen ampliamente por las Américas.

## Taxonomía
Los amplios estudios genético-moleculares realizados por Tello et al. (2009) descubrieron una cantidad de relaciones novedosas dentro de la familia Tyrannidae que todavía no están reflejadas en la mayoría de las clasificaciones. Siguiendo estos estudios, Ohlson et al. (2013) propusieron una nueva organización y división de la familia  Tyrannidae, que según el ordenamiento propuesto se divide en las subfamilias Fluvicolinae, Hirundineinae Tello, Moyle, Marchese & Cracraft, 2009, Muscigrallinae Ohlson, Irestedt, Ericson & Fjeldså, 2013, Tyranninae Vigors, 1825 y Elaeniinae, Cabanis & Heine, 1859-60.

## Tribus y géneros
Según el ordenamiento propuesto, la presente subfamilia agrupa a las siguientes tribus y géneros:
- - Colonia, sedis mutabilis (o sea, con ligera incerteza debido a datos no conclusivos).
  - Myiophobus, sedis mutabilis (el grupo de especies fasciatus, solamente parte de este género, considerado altamente polifilético).[3]

- Fluvicolini Swainson, 1832-33
  - Ochthoeca (con Tumbezia)
  - Silvicultrix
  - Myiophobus (el grupo de especies roraimae, solamente parte de este género, considerado altamente polifilético).[3]

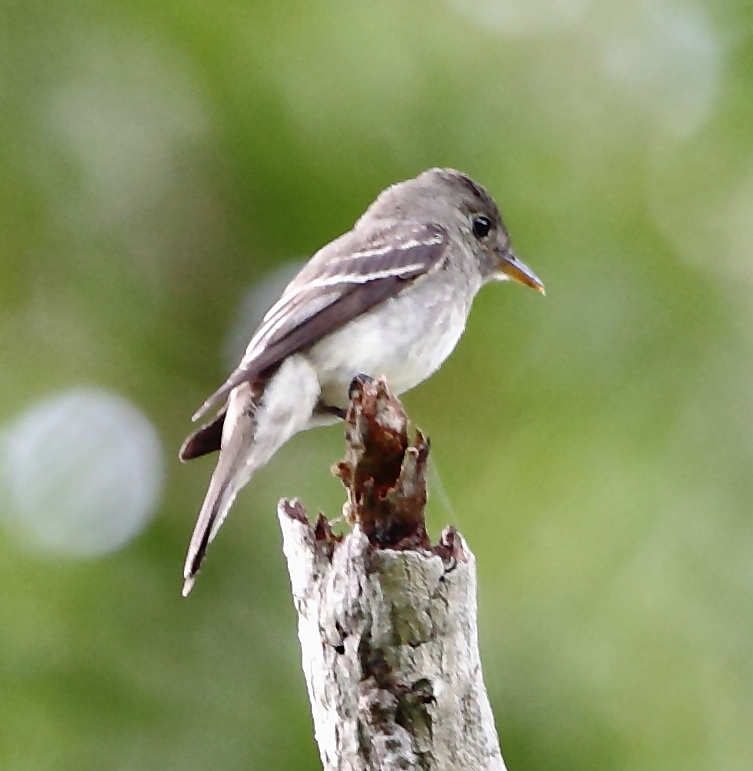
Contopus virens

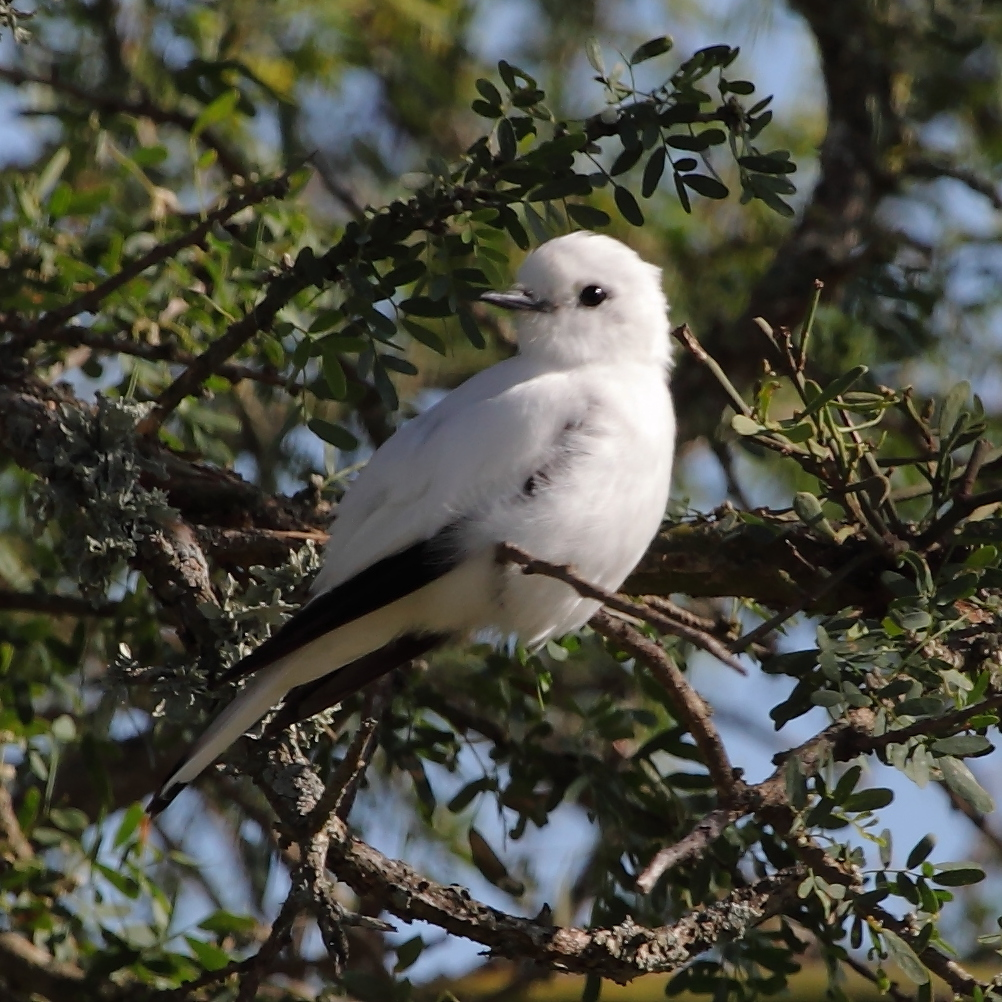
Xolmis irupero

  - Colorhamphus
  - Sublegatus
  - Guyramemua
  - Pyrocephalus
  - Fluvicola
  - Arundinicola
  - Gubernetes
  - Alectrurus
  - Muscipipra, provisoriamente.

- Contopini Fitzpatrick, 2004

- - Ochthornis
  - Cnemotriccus
  - Lathrotriccus
  - Aphanotriccus
  - Mitrephanes
  - Empidonax
  - Sayornis
  - Contopus
  - Xenotriccus, provisoriamente.

- Xolmiini Tello, Moyle, Marchese & Cracraft, 2009

- Satrapa
- Lessonia
- Syrtidicola[4]
- Muscisaxicola
- Hymenops
- Knipolegus
- Cnemarchus (incluye Polioxolmis)[5]
- Pyrope
- Xolmis
- Agriornis
- Neoxolmis
- Nengetus
- Myiotheretes